# Улица Цоколаева (Владикавказ)
Улица Цокола́ева — улица во Владикавказе, Северная Осетия, Россия. Улица располагается в Северо-Западном муниципальном округе. Начинается от Московского шоссе и заканчивается на улице Асланбека Хадарцева.
Улицу Цоколаева пересекают Владикавказская и Весенняя улицы.
Названа в память Героя Советского Союза Геннадия Дмитриевича Цоколаева.
Первоначально улица именовалась как Парковая улица. После смерти в 1976 году Геннадия Дмитриевича Цоколаева Парковая улица была переименована 8 апреля 1977 года в улицу Цоколаева.